# Vandalismus (Rapper)

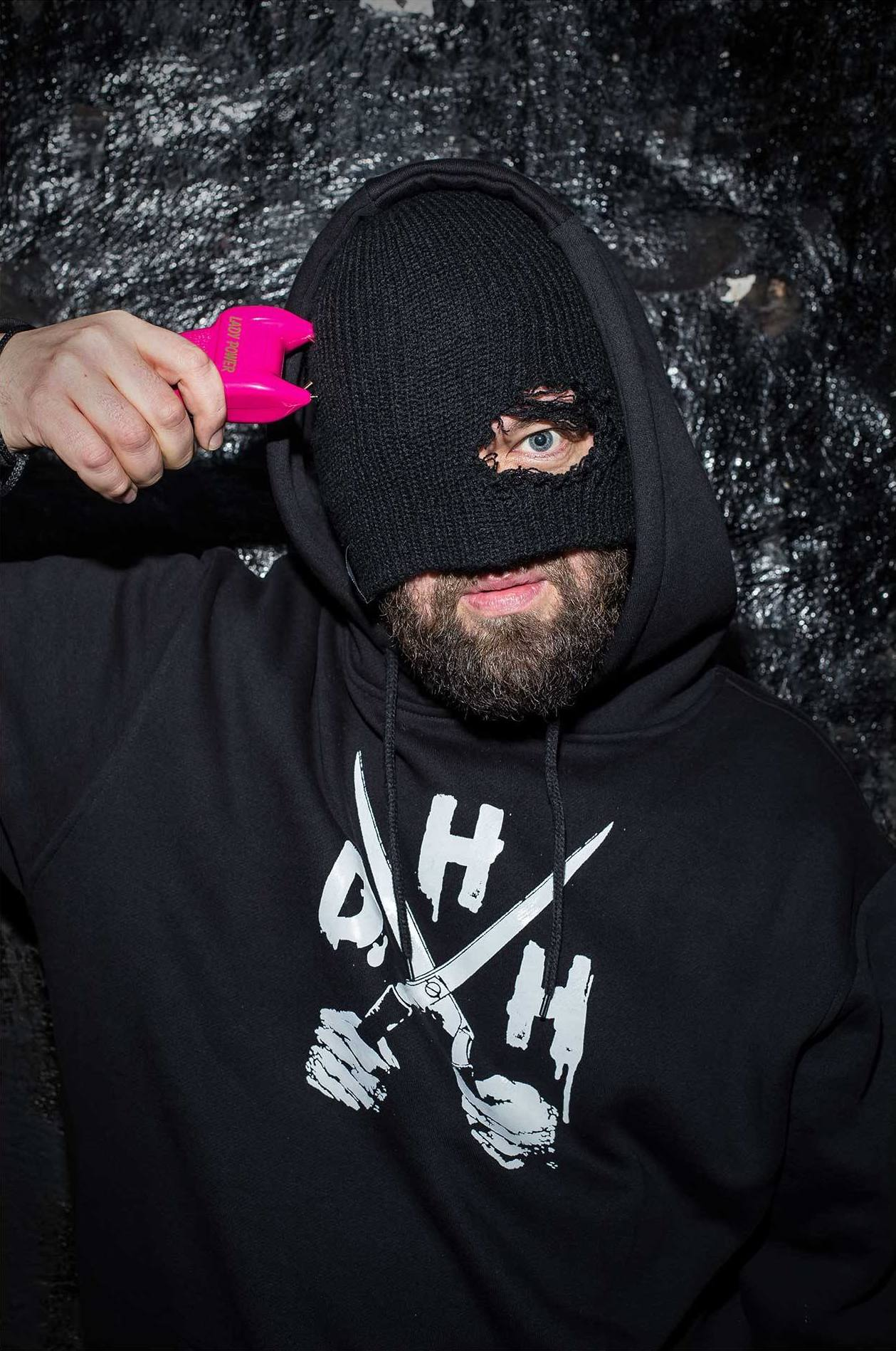
Degenhardt (2016)

Vandalismus (* in Ost-Berlin, ehemals Destroy Degenhardt, Disko Degenhardt oder Degenhardt) ist ein deutscher Rapper aus Köln. Seit 2017 steht er bei dem Hamburger Label Audiolith unter Vertrag.

## Werdegang
Vandalismus wurde in Ost-Berlin geboren. Während seiner Kindheit wurden beide Elternteile verhaftet und für zwei Jahre inhaftiert. Vandalismus verbrachte die Zwischenzeit bei seiner Großmutter. Nachdem die Eltern im Zuge eines Häftlingsfreikaufs politischer Gefangener in die Bundesrepublik Deutschland ausreisen konnten, stellten sie einen Antrag auf Familienzusammenführung. Danach fand sich die Familie in einem Flüchtlingsheim in Franken wieder zusammen. Später zogen sie gemeinsam nach Düsseldorf um.
Vandalismus machte eine Ausbildung als Krankenpfleger in einer psychiatrischen Klinik in Düsseldorf. Diese musste er schließlich aufgrund seines eigenen Drogenkonsums abbrechen. Im Folgenden jobbte er unter anderem in verschiedenen Videotheken. Sein fortlaufender Drogenkonsum führte jedoch zu einer weiteren Psychose, woraufhin Vandalismus eine sechsjährige Therapie in Anspruch nahm.
Im Jahr 2010 nahm er noch unter dem Pseudonym Disko Degenhardt mit Hurensohn seinen ersten Song auf. Dieser bildete die Grundlage seines Debütalbums Harmonie Hurensohn. Auf dem Cover verlängerte er seinen Künstlernamen sogar noch auf Detlev Disko Degenhardt, Video, Alben, Interviews und Merchandise jedoch liefen unter dem offiziellen Künstlernamen Disko Degenhardt. Bei der Auswahl seines Pseudonyms bezog sich der Rapper auf den deutschen Liedermacher Franz Josef Degenhardt. Im Anschluss an sein Soloalbum schloss er sich mit dem Rapper Loock und dem Produzenten Hiro M.A. zur Gruppe Johnny war ein Tänzer zusammen. Das erste gemeinsame, nach der Band benannte Album wurde im Düsseldorfer Schlachthof Studio aufgenommen und 2010 veröffentlicht.
In den folgenden zwei Jahren folgten die Soloalben Donna Klara und Harmonie Hurensohn II, die wie sein Debütalbum sowohl auf CD als auch zum kostenlosen Herunterladen erschienen. Ausschließlich zum Download wurden die EPs Destroy, für die Gastbeiträge von NMZS, Demolition Dia und Loock aufgenommen worden waren, sowie Destroy II veröffentlicht. Im Zuge dieser Veröffentlichungen trat der Rapper nur noch unter der Kurzform Degenhardt auf. Am 1. Juli 2013 erschien mit Johnny Jugend das zweite Album mit seiner Gruppe Johnny war ein Tänzer. Im Juli 2014 folgte das Soloalbum Harmonie Hurensohn 3, auf dem Degenhardt erstmals mit den Brüdern Kamikazes zusammenarbeitet.
Ende 2015 wurde Degenhardt beim Label Melting Pot Music unter Vertrag genommen. Am 11. März 2016 folgte mit Terror 22 das erste Album des Rappers im regulären Handel. Dieses wurde sowohl in digitaler Form als auch als CD und Vinyl veröffentlicht. Mit Fuck off, Fett & Rosig, Ich töte Spione und INZFTZ wurden vier Songs des Albums als Video umgesetzt. Für die Umsetzung von Fett & Rosig war Degenhardt nach Japan gereist. Am 12. August 2016 wurde eine gemeinsame EP von Degenhardt und Kamikazes unter dem Titel Krahter zum kostenpflichtigen Download sowie in einer limitierten Auflage als Vinyl veröffentlicht. Zu den Liedern Namen, Oben herab, Muttis Jesus und Unentschieden entstanden Musikvideos. 2017 wandelte er seinen Künstlernamen in Destroy Degenhardt ab. Im Herbst gab er bekannt, einen Vertrag beim Independent-Label Audiolith unterschrieben zu haben. Mitte September erschien mit Silke Bischoff Deluxe/Otaku Shore das erste Video zum Album Das Handbuch des Giftmischers.
Nach einem stationären Klinikaufenthalt änderte er 2019 seinen Namen in Vandalismus und veröffentlichte über Audiolith das Album Freunde lügen nicht.Seine bisher depressiven bis destruktiven Inhalte und sein Stil änderten sich, Texte drehten sich nicht mehr ausschließlich um die eigenen mentalen Befindlichkeiten, der Stil wurde aggressiver und deutlich Rap-lastiger. Politik und sozialkritischere Themen wurden deutlicher ausgeführt und -gesprochen, statt wie vorher eher beiläufig und zwischen den Zeilen erahnbar. 

## Stil und Rezeption

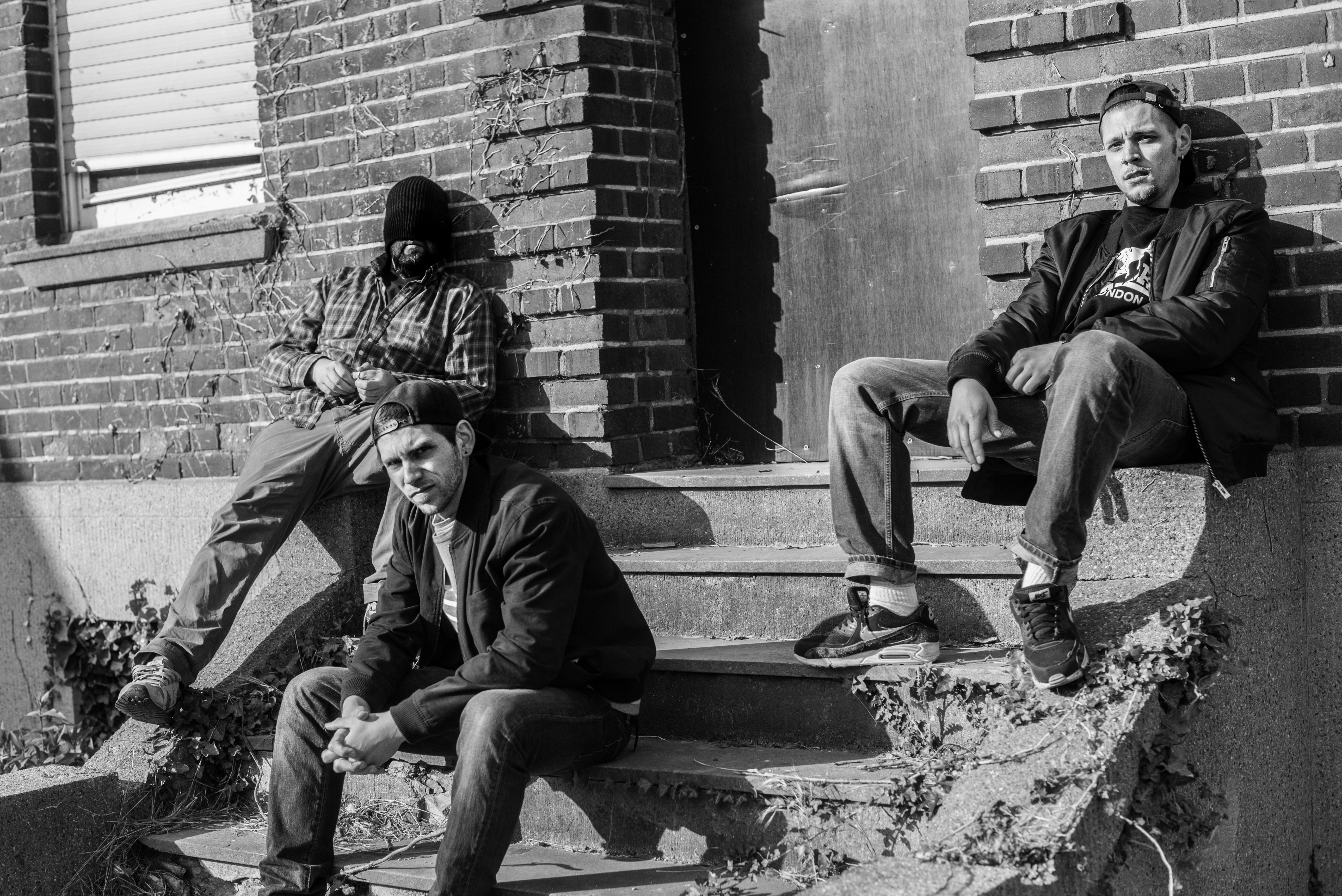
Degenhardt und Kamikazes (2016)

Die stilistische Einordnung Vandalismus/Degenhardts wurde von musikjournalistischer Seite wiederholt als schwierig eingestuft. Einige Medien zogen Vergleiche zu dem US-amerikanischen Rapper Aesop Rock, der Popband Blumfeld sowie den deutschen Hip-Hop-Musikern Grim104 und Private Paul. Die E-Zine Laut.de erklärte, die Texte von Vandalismus/Degenhardt seien „aus der Warte des gesellschaftlichen Außenseiters, des Sonderlings, des Andersartigen“ erzählt. Dieser kämpfe „mit seinen Gefühlen, mit Aggression oder Melancholie […] gegen seinen inneren Schweinehund, gegen Depressionen [und] die soziale Apokalypse.“ Im Gegensatz zum explizit politischen Liedermacher Franz Josef Degenhardt erscheine Politik bei dem Rapper laut Julius Hagen „nur noch als das Bühnenbild eines Psychodramas, das mit der Hoffnung seiner Eltern auf eine Zukunft beginn[e], die außerhalb der Zielreichweite der Mauerschützen der DDR“ liege. Die musikalische Untermalung werde durch Samples gebildet, die sich einem breiten Spektrum von „Conny Kramer und Ton Steine Scherben, Animeserien und Untergrundfilme [bis zu] Neil Young [oder] Jennifer Rostock“ bedienen. Vandalismus sieht sich selbst als Nerd, der sich über Musik, Filme und Literatur definiert. Dieser „Kultursammelwut“ setze er laut Rap.de in dem Song Billy Idol „ein Denkmal.“ Im dazugehörigen Video nimmt der Rapper etwa sowohl zu den Musikern Derek B, R. A. the Rugged Man, Westberlin Maskulin, Eins Zwo, Die Kassierer, Hans Hartz, Tocotronic, Udo Lindenberg, Hollywood Hank und Mach One als auch zu den Schriftstellern Haruki Murakami und Christian Kracht oder den Regisseuren Spike Lee und Jim Jarmusch Bezug. Aus Sicht von Julius Hagen funktioniere Vandalismus/Degenhardts „elaborierte Referenztechnik, mit der Zitate aus der Popkultur in neue Zusammenhänge eingewoben werden“ gut und könne wahlweise als „postmodern“ oder als „Flickenteppich“ begriffen werden. Im besten Fall bilde sich „aus der Fusion von Samples und Liedtext ein einschüchternder, vulgärer Symbolkosmos heraus, der Züge eines modernen Menetekels“ trage. Bei öffentlichen Auftritten tritt der Rapper zum Schutz seiner Privatsphäre grundsätzlich maskiert auf. In der Regel zieht er dabei eine Wollmütze über das Gesicht. Auch seinen bürgerlichen Namen hält er geheim.

## Diskografie

### Studioalben
| Jahr | Titel                         | Musiklabel         | Cover | Anmerkungen                                            |
| ---- | ----------------------------- | ------------------ | ----- | ------------------------------------------------------ |
| 2010 | Harmonie Hurensohn            | Labil Elite        |       | Erstveröffentlichung: 2010 CD und kostenloser Download |
| 2011 | Donna Klara                   | Labil Elite        |       | Erstveröffentlichung: 2010 CD und kostenloser Download |
| 2012 | Harmonie Hurensohn 2          | Labil Elite        |       | Erstveröffentlichung: 2012 CD und kostenloser Download |
| 2014 | Harmonie Hurensohn 3          | Labil Elite        |       | Erstveröffentlichung: 2014 CD und kostenloser Download |
| 2016 | Terror 22                     | Harmonie Hurensohn |       | Erstveröffentlichung: 2016 CD/LP/Download              |
| 2017 | Das Handbuch des Giftmischers | Audiolith Records  |       | Erstveröffentlichung: 2017 CD/LP/Download              |
| 2018 | Disko im Dunkeln              | Labil Elite        |       | Erstveröffentlichung: 13. Juli 2018 Vinyl-Kompilation  |
| 2019 | Freunde lügen nicht!          | Audiolith Records  |       | Erstveröffentlichung: 15. November 2019 CD/LP/Download |
| 2020 | Gloria und Schwefel           | Audiolith Records  |       | Erstveröffentlichung: 4. Oktober 2020 CD/LP/Download   |
| 2021 | Bombers from Burundi          | Audiolith Records  |       | Erstveröffentlichung: 25. Juni 2021 CD/LP/Download     |
| 2021 | Lichtenberg Therapie          | Audiolith Records  |       | Erstveröffentlichung: 3. Mai 2024 CD/LP/Download       |

### Kollaboalben
| Jahr | Titel                 | Musiklabel            | Cover | Anmerkungen                                                                                     |
| ---- | --------------------- | --------------------- | ----- | ----------------------------------------------------------------------------------------------- |
| 2010 | Johnny war ein Tänzer | Johnny war ein Tänzer |       | Erstveröffentlichung: 2010 CD & kostenloser Download; mit Look; Produktion Hiro M.A.            |
| 2013 | Johnny Jugend         | Johnny war ein Tänzer |       | Erstveröffentlichung: 2013 CD & kostenloser Download; mit Look & Fotzibär; Produktion Hiro M.A. |
| 2016 | Krahter               | Vinyl Digital         |       | Erstveröffentlichung: 2016 Vinyl (EP) & Download; mit Kamikazes                                 |

### EPs
| Jahr | Titel     | Musiklabel  | Cover | Anmerkungen          |
| ---- | --------- | ----------- | ----- | -------------------- |
| 2012 | Destroy   | Labil Elite |       | Kostenloser Download |
| 2013 | Destroy 2 | Labil Elite |       | Kostenloser Download |